# Geary County
Geary County je okres ve státě Kansas v USA. K roku 2010 zde žilo 34 362 obyvatel. Správním městem okresu je Junction City. Celková rozloha okresu činí 1 047 km². Byl pojmenován podle Johna W. Gearyho.